# 1091
1091 (MXCI) fue un año común comenzado en miércoles del calendario juliano.

## Acontecimientos
- junio o julio: invasión normanda de Malta dirigida por Roger I de Sicilia
- 23 de octubre («17 de octubre», según el calendario juliano): la ciudad de Londres (Inglaterra) es azotada por un tornado F4, que demuele el puente de Londres, varias iglesias y 600 casas. (Tornado de Londres de 1091). Es el primer tornado registrado en la historia de Europa, y el más violento.[1]

- Alejo I Comneno derrota al pueblo pechenego.

## Fallecimientos
- 26 de marzo: Wallada, poetisa andalusí, hija del califa de Córdoba y de la esclava cristiana Amin’am (n. 994).
- 22 de abril: Wolphelmus Brunwillerensis (Wolfhelm von Brauweiler), teólogo y abad benedictino alemán (n. 1020).
- 15 de mayo: Almotacín, rey español (n. 1037).
- 17 de junio: Teodorico V de Holanda, aristócrata neerlandés (n. 1052).
- 8 de agosto: Altmano de Passau, religioso alemán (n. 1015).
- 25 de agosto: Sisnando Davídiz, político judío mozárabe.
- Helena de Hungría, aristócrata húngara, reina consorte de Croacia (n. 1050).